# Ramote-Gileade
Na Bíblia, Ramote-Gileade era uma cidade estratégica situada no território de Gade, ao leste do rio Jordão. A cidade também era chamada pela forma abreviada de Ramá. Era uma das cidades levitas naquele lado do rio, e foi escolhida como uma das cidades de refúgio. Salomão designou um preposto em Ramote-Gileade para cuidar das provisões de alimentos para o rei, provenientes das cidades de Gileade e Basã.

## História
Após a divisão do reino de Israel (10 tribos e 2 tribos), quando a Assíria lançou ataques contra Israel, Ramote-Gileade desempenhou importante papel na história israelita, sendo evidentemente uma espécie de chave de acesso para o território ao leste do rio Jordão. Em certo ponto, os Assírios tomaram a cidade. Apesar da promessa de Benadade II de devolver as cidades israelitas tomadas anteriormente, há evidências de que Ramote-Gileade não foi devolvida. Assim, Acabe, de Israel, tentou recuperá-la com a ajuda do Rei Josafá, de Judá.
Jorão, filho de Acabe, junto com Acazias, de Judá, também combateu os sírios em Ramote-Gileade. II Reis 9:14 cita Jorão ficando de guarda em Ramote-Gileade.
Em Ramote-Gileade, o ajudante do profeta Eliseu ungiu Jeú, o chefe militar, para ser o próximo rei.

## Localização incerta
Não se tem certeza da localização exata de Ramote-Gileade. Um dos muitos lugares sugeridos é Tell Ramith, a uns 45 km ao sudeste da ponta sul do mar da Galileia. O nome deste tel pode ter-se derivado do nome Ramote-Gileade. Acha-se situado numa colina que dá para uma planície, o que concorda com o provável significado de Ramote (Lugares Elevados; duma raiz que significa "elevar"). Esta localização teria sido apropriada para um preposto responsável por Gileade e Basã.